# Stadio Meteor
Lo stadio Meteor (in ucraino Стадіон «Метеор»?) è un impianto polivalente situato a Dnipro. Lo stadio è stato usato principalmente, fino al 2008, per le gare casalinghe del Dnipro. L'impianto ha una capienza di 24 381. Dal 2015 al 2017 ha inoltre ospitato le gare interne dello Stal' Kam"jans'ke.